# Caligavis chrysops
Caligavis chrysops е вид птица от семейство Meliphagidae, единствен представител на род Lichenostomus.

## Разпространение
Видът е разпространен в Австралия.